# Municipi de Strenči
El municipi de Strenči (en letó: Strenču novads) és un dels 110 municipis de Letònia, que es troba localitzat al nord del país bàltic, i que té com a capital la localitat de Strenči. El municipi va ser creat l'any 2009 després d'una reorganització territorial.

## Ciutats i zones rurals
- Jērcēnu pagasts (zona rural)
- Plāņu pagasts (zona rural)
- Seda
- Strenči (ciutat)

## Població i territori
La seva població està composta per un total de 4.277 persones (2009). La superfície del municipi té uns 376 kilòmetres quadrats, i la densitat poblacional és de 11,38 habitants per kilòmetre quadrat.